# Prehistoric Park

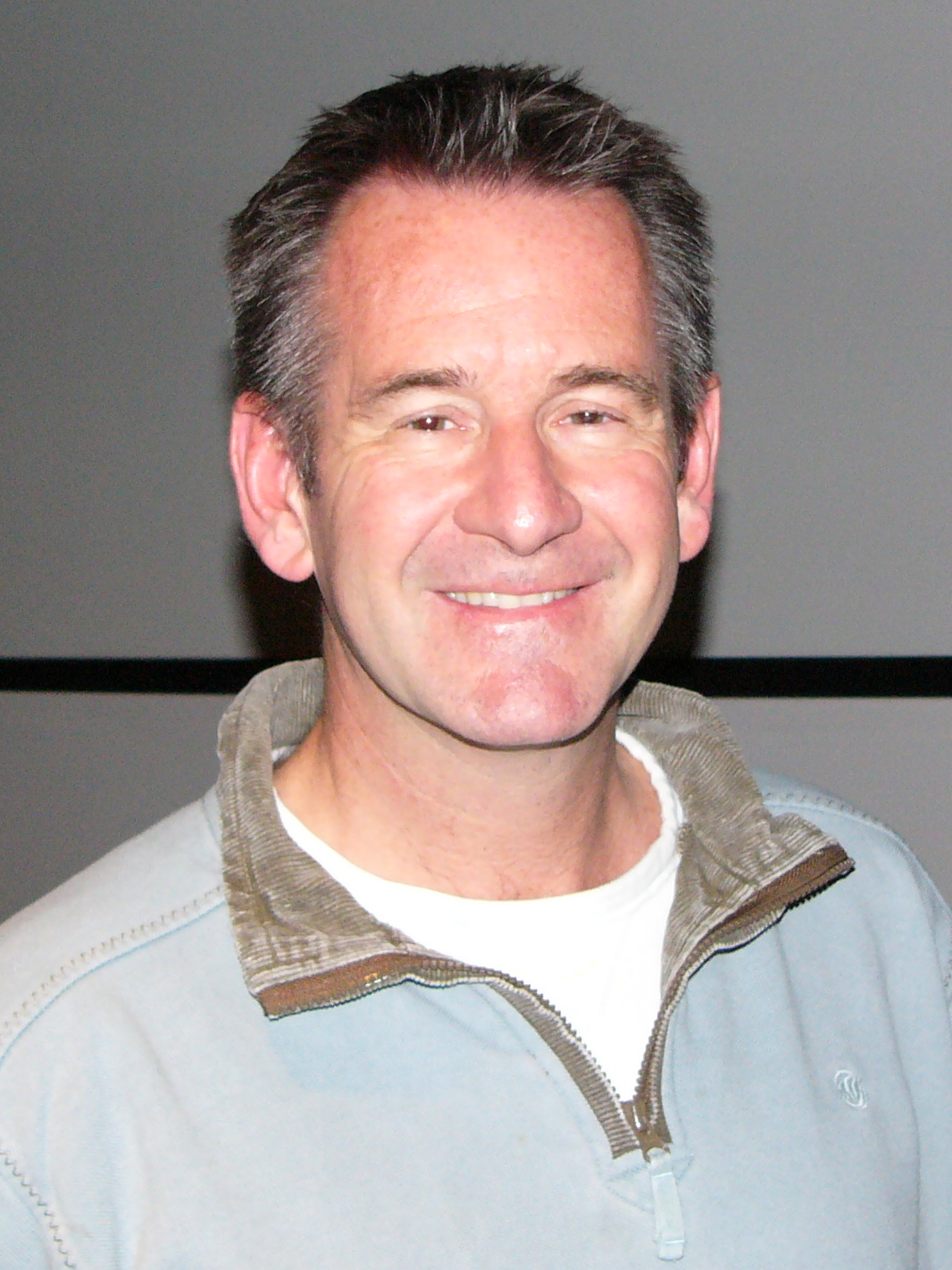
Nigel Marven, Presentador de la serie

Parque prehistórico es una serie documental de ficción de seis episodios para televisión que se estrenó en ITV el 22 de julio de 2006 y en Animal Planet el 29 de octubre de 2006. El programa fue producido por la compañía de televisión inglesa Impossible Pictures, que también creó Walking with Dinosaurs (Caminata con dinosaurios). Cada episodio es de una hora de duración incluyendo las pausas comerciales.
El programa está narrado por David Jason y presentado por Nigel Marven. El componente de ficción es que Nigel viaja a varios períodos geológicos a través de un portal de tiempo, y trae de vuelta especímenes vivos de animales extintos a la actualidad, donde son exhibidos en un parque natural llamado Parque de la Prehistoria, que es un gran depresión entre las escarpadas montañas y el océano (lo cual impide cualquier escape), y con ecosistemas variados. La verdadera intención de Nigel es salvar a estos animales de la extinción y darles una segunda oportunidad en la vida del siglo XXI.
La banda sonora de la serie, compuesta por Daniel Pemberton, fue lanzada en iTunes en agosto de 2007.

## Personajes
- Nigel Marven (1960-), como él mismo; zoólogo responsable de viajar atrás en el tiempo para rescatar a los animales.
- Rod Arthur (1956-) como Bob, cuidador a cargo de la alimentación, la limpieza y el control de los animales en el parque.
- Suzanne McNabb (1972-), como Susanne, la jefa veterinaria, responsable del tratamiento de los animales cuando están enfermos o heridos.
- Saba Douglas-Hamilton (Kenia, 1970), como ella misma, especialista en grandes felinos; acompaña a Nigel a la Sudamérica prehistórica en el episodio 4.
- Morgan Williams (1975-) como Ben, un miembro de la tripulación que viaja con Nigel. Introducido en el episodio 5.[1]
- Jim, un asociado de Nigel que viaja con él a través del tiempo. También se presentó en el episodio 5.
- Ben, como Uno de los miembros de la tripulación. Aparece exclusivamente en el episodio 5.

## Episodios

### El retorno del tiranosaurio
En este capítulo, Nigel y su equipo dejan el Parque Prehistórico, que ya está listo para recibir animales, y van al estado de Montana (Estados Unidos) hace 66 millones de años, al final del periodo Cretácico, con la idea de atrapar un tiranosaurio. Tras montar el campamento, Nigel se adentra en un bosque para encontrar tiranosaurios, pero solo encuentra un grupo de ornitomimos. Entonces a Nigel se le ocurre atrapar uno o dos para el parque. Sin embargo, antes de que Nigel consiga atrapar a uno, un grupo de tiranosaurios los ahuyenta y persigue a Nigel, que logra escapar.
A la mañana siguiente, Nigel se despierta viendo a una manada de triceratops bebiendo en una charca cuando son atacados por los tiranosaurios. Una hembra hiere a una cría y su madre embiste contra ella, hiriéndola severamente. Cuando la tiranosaurio se va a retirar, ve a otro triceratops adolescente pero desprotegido. Nigel conecta la puerta del tiempo con la esperanza de que los dos dinosaurios la atraviesen, pero solo la atraviesa el triceratops.
Nigel vuelve al presente para ver como va el triceratops, que recibe el nombre de Theo. Nigel y su equipo vuelven al Mesozoico poco después del ataque y en un río ve el cadáver de un triceratops que murió en el ataque. Entonces, aparece la tiranosaurio herida. Intenta coger el cadáver del ceratópsido pero no llega y se va río abajo para conseguir comida allí y Nigel la sigue, pues sabe que un animal herido será más fácil de atrapar. Pero llega un aviso para Nigel: estrellas fugaces, las precursoras del meteorito gigante que provocaría la extinción de los dinosaurios en todo el mundo. En el parque, Bob está preocupado por Theo: ataca al árbol de su recinto. Susane nota que la gorrera oséa de su cabeza ha cambiado de color, por lo que deduce que tiene demasiada testosterona y Bob se pone a trabajar en un invento secreto para ayudar al tricerátopo.
Mientras, en Montana, Nigel y su equipo han construido una empalizada para arrinconar a la tiranosaurio, pero solo cae otra manada de Ornithomimus. Sin embargo, la tiranosaurio reaparece y Nigel conecta la puerta del tiempo. Gran parte de la manada de ornitomimos llega al parque, pero uno se queda rezagado. La tiranosaurio lo atrapa y lo mata, pero no se lo come en el sitio sino que se lo lleva y Nigel lo sigue. De vuelta al presente, Bob para el invento y aloja a los ornitomimos en un recinto para avestruces. Después vuelve a su plan.
En el Cretácico, Nigel sigue a la tiranosaurio hasta su guarida, donde descubre que hay dos crías, un macho y una hembra. Pero un tiranosaurio macho reclama la presa y lucha contra la hembra, pero, a pesar de apartemente lograr dominarlo, debido a que la hembra está muy cansada y hambrienta, muere al ser embestida contra una roca. Nigel no puede entretenerse, pues el meteorito ya ha entrado en la atmósfera a 30 000 km/h, y pronto impactará en la península de Yucatán (México) a cientos de km de donde el esta. Debe llevarse a las crías. Con un bocadillo, consigue hacer que atraviesen la puerta del tiempo y vayan al parque, antes de que la onda expansiva del impacto los alcance, recibiendo los nombres de Matilda y Therence.
Pero no todo el parque está contento: Theo ahora ataca la valla pero Bob ya ha acabado su invento: un triceratops falso construido a partir de un tractor y neumáticos en desuso. El invento funciona y Theo se tranquiliza. Ya todo va bien: los ornitomimos se han adaptado, el tricerátopo Theo está más calmado y los tiranosaurios Therence y Matilda juegan tranquilos.

### Mamuts
Nigel ha decidido que el siguiente animal que quiere atrapar y alojar en el parque es un mamut y él y su equipo retroceden hasta Rusia hace 10 000 años, al final de la última era glacial, cuando los mamuts empezaban a declinar. Las amplias praderas ha sido sustituidas por bosques densos y Nigel no encuentra ningún mamut pero sí una cueva. Nigel no puede resistirse a explorarla, pero dentro hiberna un oso cavernario que persigue a Nigel hasta que este se sube a un árbol. Sin embargo, Nigel no puede salvarlo en el parque y deja que vuelva a su caverna.
En el parque, Bob tiene un problema con los ornitomimos: los alojó en un recinto para avestruces creyendo que se adaptarían bien, pero no se adaptan. Entonces, Bob se fija en su pico, muy parecido al de los patos, y decide ponerles en un recinto con un estanque, cosa que funciona.
De vuelta a la última glaciación, Nigel se sube a una montaña, donde encuentra una especie de flauta tallada de un colmillo de mamut, una posible señal de que se está acercando, más tarde encuentra una prueba definitiva, excremento de mamut fresco, luego oye unos bramidos lejanos, y al salir a un campo abierto, con sus prismáticos ve al otro lado de un arroyo dos hembras de mamut. Va hasta el lugar donde están y comprueba con horror la verdad: una está muerta y la otra muy debilitada. Al ir a revisar el cadáver de la otra mamut descubre numerosas lanzas clavadas en su cuerpo y que el mismo parece estar hundido en una especie de zanja o agujero elaborado, entonces Nigel deduce que fue víctima de una trampa hecha por los hombres primitivos. Nigel no consigue que la mamut viva pase la puerta del tiempo, por lo que se queda con ella toda la noche.
Tras un ataque de lobos, Nigel pone antorchas encendidas para mantener a raya a los depredadores, ya sean lobos, hienas, felinos, osos u hombres primitivos. A la mañana siguiente, el truco ha funcionado y la mamut, que recibe el nombre de Martha, está recuperada y atraviesa la puerta del tiempo hasta el parque. Allí, Susane le extráe una punta de lanza que tenía en el lomo y la cura del todo.
Llega la hora de comer. Todos los animales disfrutan de sus plantas o su carne, excepto Martha que no prueba bocado. Al principio, todos creen que no puede digerir el heno actual, por lo que Nigel viaja a Rusia hace 1,5 mil años, en plena época de oro de los mamuts. Allí recoge unas cuantas hierbas prehistóricas pero queda atrapado entre un mamut macho y un elasmoterio. El mamut ataca pero Nigel consigue huir aunque tiene que dejar la bolsa de hierbas con el elasmoterio. Entonces, a Nigel se le ocurre llevarse el elasmoterio al parque de regalo. Cogiendo las hierbas, provoca al elasmoterio y los dos cruzan la puerta del tiempo.
Con el elasmoterio a buen recaudo, Nigel intenta hacer que Martha pruebe la ensalada prehistórica, pero sigue sin comer. Entonces, Nigel averigua por qué el mamut no prueba bocado: se siente sola, siendo una hembra necesita compañía. Mientras el elasmoterio disfruta en su nuevo hábitat, Nigel reúne a Bob y a Susane y les dice que pueden usar una manada de elefantes africanos. Al día siguiente, lo hacen y la matriarca acepta a Martha para unirse a su manada, que empieza a comer, solucionando otro problema en el parque.

### Dinos pájaro
Nigel recibe la noticia de que ha sido descubierto un nuevo dinosaurio con plumas llamado microrraptor y el zoólogo está dispuesto a atraparlo y añadirlo al parque prehistórico.
Nigel viaja a China durante el Cretácico, hace 125 millones de años. Mientras, en el parque prehistórico, Martha, la mamut, necesita un corte de pelo, pues están en plena ola de calor y Susane se lo da. En la China prehistórica, Nigel y su equipo se instalan en un lago lejos de un volcán cuyo magma está ascendiendo hacia la superficie, provocando numerosos temblores, pues China tuvo volcanes activos durante esta era. 
Nigel y su equipo se quedan embobados viendo a un grupo de istiodáctilos pescando, por lo que unos dinosaurios desconocidos aprovechan para asaltar el campamento y robarles la comida. 
Nigel y su equipo se adentran en el bosque para descubrir a los ladrones, pero solo encuentran a un incisivosaurio. Mientras Nigel lo contempla, un miembro del equipo es atacado por los verdaderos ladrones: un grupo de meis. Los meis escapan con la comida, pero Nigel y su equipo siguen buscando al microrraptor.
En el parque, Therence y Matilda, los tiranosaurios, están teniendo problemas: los terópodos se están disputando el territorio y Bob los separa y decide construir una valla para separarlos. 
Pero Bob tiene otro problema: uno de los ornitomimos está mostrando un extraño comportamiento. Mientras que el resto del grupo se sumerge en el agua y permanece al sol, esa hembra está distante y permanece a la sombra, pero ni Bob ni Susane saben qué le pasa, por lo que deciden esperar a Nigel para saber lo que sucede. En el Cretácico, Nigel encuentra a una manada de titanosaurios y detrás de ellos van los microrraptores.
Nigel intenta atrapar a uno, pero los microrraptores suben a los árboles antes de que Nigel los atrape. Nigel construye un cerco con insectos dentro para atrapar a los microrraptores pero una pareja de incisivosaurios destruye el cerco y la trampa falla. Nigel vuelve al presente para aprovisionarse mejor y averigua lo que le pasa a la ornitomimo: cree que está embarazada.
Susane le hace una ecografía y descubre que en efecto tiene huevos. Armado con un lanzarredes, jaulas, un detector de dióxido de carbono y máscaras de gas, Nigel vuelve a China para capturar microrraptores. Tras ver otra pareja de incisivosaurios, Nigel se encuentra un cruel aviso: el grupo de Meilong que les atacó a él y a su grupo muerto.
Han sido asfixiados por el dióxido de carbono, por lo que Nigel debe tener cuidado y darse prisa. Tras unos minutos, Nigel encuentra a la manada de titanosaurios. Detrás de ellos van los microrraptores. Nigel lanza una red y atrapa a un macho, lanza otra y atrapa a una hembra, lanza otra y atrapa a otra hembra. Luego, lanza una última y atrapa otro macho, pero pocos segundos después, la alarma del detector de dióxido de carbono estalla, un fuerte temblor sucede. 
El volcán ha entrado en erupción, lanzando cenizas, gases y rocas a la atmósfera, oscureciéndola y provocando lluvia de cenizas y los titanosaurios entran en pánico. Uno de ellos avanza hacia el último microrraptor atrapado. Sin embargo, Nigel lo salva, aunque el raptor se lleva una herida. Nigel conecta la puerta del tiempo y él, su equipo, los microrraptores y los titanosaurios lo atraviesan.
Tras dos semanas, el ala del microrraptor está perfectamente y se lleva muy bien con el loro de Nigel. Además, la ornitomimo ha puesto los huevos. Todos los problemas están resueltos: Martha disfruta de un nuevo corte de pelo, el problema de la ornitomimo resultó ser algo muy bueno y, de momento, Therence y Matilda no amenazan con matarse.

### Salvando a los dientes de sable
Nigel decide añadir un felino a su parque. Tras mirar las distintas especies de felinos prehistóricos, Nigel se decide por el esmilodonte, también llamado tigre dientes de sable. También decide añadir un forusracos, un ave del terror. Mientras Nigel prepara su viaje, pasa algo en el parque: los titanosaurios han escapado y se alimentan por doquier. Todas las vallas que Bob ha levantado han sido en vano. Sin embargo, Nigel se va al Brasil de hace un millón de años.
En este tiempo, los tigres dientes de sable prosperaban, pero los forusracos estaban en las últimas. Nigel entra justo en una manada de toxodontes, pero no atropella a ninguno de milagro.
Los toxodontes entran en un lago y Nigel se queda mirándolos, sin darse cuenta de que un toxodon rezagado se prepara para embestirle. Pero Nigel se percata a tiempo y consigue evadir al toxodon. Mientras, Susane está observando a la ornitomimo que puso los huevos cuando se da cuenta de que dos de los huevos han rodado fuera del nido y que la madre no los incubará. Cuando el dinosaurio está distraído, Susane va y le roba los dos huevos. Luego, los mete en una incubadora. Mientras, Bob ha acabado la valla del recinto de los tiranosaurios y Therence y Matilda son devueltos a su recinto.
En la Sudamérica prehistórica, Nigel encuentra un tigre dientes de sable hembra que acecha y mata a un toxodon. Su grupo llega y reclama sus partes hasta que se quedan saciados, aun dejando mucha carne en el cadáver. Cuando los felinos se alejan, un forusracos aparece e intenta devorar lo que queda del cadáver, pero un esmilodonte lo ahuyenta. A Nigel se le ocurre una idea para capturar al forusracos. Sin que el tigre dientes de sable se entere, coge un poco de carne del toxodon y lo ata a su jeep. El truco funciona y el forusracos persigue la carne hasta llegar al parque prehistórico.
A la mañana siguiente, el parque se despierta con el nacimiento de los seis ornitomimos que la ornitomimo incubó. Pero los huevos de la incubadora aún no han eclosionado, aunque Bob no los saca de la incubadora.
Después del nacimiento de los ornitomimos, Nigel y la doctora Saba, experta en grandes felinos, viajan a Brasil hace 10 000 años, cuando los tigres dientes de sable estaban a punto de desaparecer. Al llegar, la sorpresa de Nigel es mayúscula: las praderas están desiertas. No hay toxodontes, parecidos a los hipopótamos, ni tampoco forusracos, parecidos a una mezcla entre un águila y un avestruz. Tampoco hay rastro de los tigres dientes de sable, deducen de que, al haber ya muy pocas presas, los tigres dientes de sable ya no formen grupos y cacen individualmente por su cuenta.
Nigel y Saba se dividen y Saba encuentra un terrible presagio: un cachorro de tigre dientes de sable muerto. No presenta heridas ni signos de enfermedad, por lo que suponen que murió de inanición, con ello deduciendo que la madre está cerca, pero en muy malas condiciones. Aunque penoso, es un buen presagio, pues ahora Nigel y Saba saben que van por buen camino. Por la noche, Nigel pone una cámara en las cercanías del campamento para buscar esmilodontes, pero Saba quiere ir a buscar tigres dientes de sable por la mañana.
A la mañana siguiente, Nigel encuentra la cámara volcada. En las imágenes sale un macho de tigre dientes de sable. Mientras, Saba ha encontrado una hembra demasiado cerca, pero el ruido del walkie talkie de Saba la asusta. Sin embargo, Nigel y Saba no le pierden de vista, ahí la ven desde lo alto de una colina intentando cazar un ciervo, pero la hembra falla debido a que su presa es muy veloz, más tarde llegan hasta su guarida, donde encuentran una cría, la única que le queda. Ahí ven con tristeza como la cría no consigue extraer nada de leche y la madre esta cada vez más débil debido al hambre.
Nigel y Saba están pensando en llevarse a la hembra y a la cría para salvarlas, pero llega un peligro: el esmilodonte macho que marcó la cámara de Nigel. Si ve a la cría, podría matarla, para así poder aparearse con la hembra. Entonces, Saba decide dormirlo primero y le dispara. Pero el tranquilizante tarda un poco y el felino ataca el jeep hasta que se duerma. Nigel y Saba cogen al macho y se dirigen hacia donde esta la hembra, pero llegan demasiado tarde: el cachorro ha muerto, y ahora la hembra también empieza a sucumbir por el hambre. Sin embargo, duermen a la hembra a tiempo y se la llevan al parque junto al macho.
Los tigres dientes de sable son puestos en un recinto junto a un guepardo y los ornitomimos de los huevos han eclosionado, pero han visto a Bob, por lo que creen que es su madre. Sin embargo, aunque los titanosaurios siguen sueltos, muchos problemas han sido resueltos.

### Nido de bichos
En un viaje a Escocia, Nigel descubre insectos gigantes del Carbonífero que habitaron allí y está decidido a añadir unos cuantos a su parque. En el parque prehistórico, Susane intenta hacer que los tigres dientes de sable se apareen y se reproduzcan, pero la hembra ignora al macho e incluso de porta muy agresiva con el. Mientras, terribles problemas se cuecen en el recinto de los tiranosaurios: de alguna forma, Matilda ha entrado en el territorio de Therence. Matilda y Therence luchan y Matilda se impone fácilmente con un mordisco en el cuello que casi mata a Therence. Bob le dispara un dardo tranquilizante y Nigel la lleva hasta un cercado de seguridad. Una vez que el problema ya está resuelto, Nigel prepara a su equipo y retrocede a Escocia hace 300 millones de años, durante el periodo Carbonífero.
Al llegar, el jeep se atasca en un pantano y no puede arrancar. Nigel y su equipo siguen la búsqueda a pie, sin darse cuenta de que un insecto les observa desde el aire.
En el parque, Susane está curando a Therence: tiene una herida en el cuello muy preocupante y decide usar una sutura pero no antibióticos. Después de ayudar al tiranosaurio, Susane traslada a los esmilodontes y al guepardo a otro recinto, donde los prehistóricos felinos pueden conocerse mejor. Mientras, Bob y su equipo están construyendo el insectario, pero, por alguna razón, los titanosaurios no pueden quedarse en el otro lado del parque y entorpecen la construcción.
Bob comprueba si son las cicadáceas de ese lado del parque lo que quieren los saurópodos, pero se equivoca. En el Carbonífero, Nigel se sube a un árbol para ver a los animales y encuentra una meganeura o libélula gigante. Nigel está dispuesto a atraparla y la sigue hasta un pantano donde las libélulas gigantes se están apareando. Nigel se acerca a un macho que está posado y lo intenta atrapar con la red, pero antes, un animal acuático lo muerde y el grito asusta a la libélula gigante, que huye, por lo que Nigel decide dejar la captura de la libélula para el día siguiente. De regreso al campamento, Nigel se encuentra con un artopleura, un ciempiés gigante, que también quiere atrapar. Nigel lo intenta pero el ciempiés gigante escapa y Nigel vuelve a dejar la captura para el día siguiente. Mientras, en el parque, Bob ha descubierto lo que quieren los titanosaurios: piedras. Bob les da las piedras y los titanosaurios dejan que construya el insectario en paz. Al otro lado del parque, Susane empieza a plantearse si poner al macho de tigre dientes de sable en el terreno de la hembra. Si hacen eso pueden ocurrir dos cosas: que se apareen o que se maten. Armados con dardos tranquilizantes y un cañón de agua, ponen al macho en el territorio de la hembra. Tras un recibimiento un poco hostil, la hembra lo acepta y la pareja empieza a aparearse. Luego, va a ver a Therence, pero su herida no ha mejorado y tiene una enfermedad. No les queda más remedio que usar antibióticos. 
En Escocia, Nigel está pasando una noche un poco movida: un pulmonoscorpius, un escorpión primitivo y otro animal que quiere atrapar Nigel, está subiéndose al lomo de su compañero Billy.
Nigel consigue agarrar el aguijón del escorpión, pero este le ataca con sus pinzas y escapa. Nuevamente, Nigel deja la captura para la mañana siguiente. En el parque, Susane duerme a Therence y lo cura definitivamente, pero tiene que encerrarlo en la clínica unos días.
A la mañana siguiente, Nigel va al estanque a capturar a la libélula gigante, pero su red no es lo suficientemente rápida para atraparlas. Entonces cambia de táctica: vuelve con una pistola de agua y su plan es mojarle las alas a una y capturarla más fácilmente con la red. Nigel lo intenta varias veces con una hembra en vuelo, pero es demasiado rápida. Pronto, Nigel cambia de objetivo y va a por un macho posado. El disparo le da de lleno y Nigel lo atrapa, pero el animal que le mordió antes va a por el insecto. Nigel atrapa al animal, que resulta ser un crasigirrinus, un, apodado por Nigel "monstruo del pantano". Nigel quiere llevárselo, pero el anfibio se retuerce demasiado y Nigel lo deja ir.
Tras meter a la meganaura en un cilindro de tela con agujeros, Nigel se pone a buscar al pulmonoscorpius. Tras volcar un trozo de corteza muerta, el arácnido aparece. Nigel y el escorpión permanecen quietos unos minutos, hasta que Nigel le agarra del aguijón. El escorpión intenta atacarle con sus pinzas, pero no llega. Nigel mete al escorpión en una jaula, pero ese momento está lleno de peligro: tras soltarlo, el pulmonoscorpius le lanza un ataque con el aguijón, dando de lleno. Nigel está envenenado pero quiere buscar al artopleura, ignorando que se acerca un peligro que puede matarlos a él, a su equipo y a todos los animales del lugar. En el parque, Bob ha descubierto el problema mientras da los últimos retoques al insectario. Para que los insectos estén a gusto, ha puesto el nivel de oxígeno tan alto como en el Carbonífero, pero, con tanto oxígeno, el fuego se puede extender muy fácilmente. Para colmo, la noche en que el pulmonoscorpius atacó a Billy hubo una tormenta y un rayo alcanzó la maleza provocando un incendio forestal. No hay tiempo para buscar al artopleura. Nigel coge a los insectos e intenta volver al jeep, pero tropieza con una piedra. Sin embargo, no es una piedra, sino un artopleura macho.
Nigel cambia de idea y ata al insecto con un trozo grande de tela y los pone a todos en el jeep, pero el coche sigue sin arrancar.
Nigel vuelve al presente y regresa al carbonífero con un gancho de grúa y todos llegan sanos y salvos al presente y la grúa resulta ser un titanosaurio, que trabaja por unas piedras. Tras unos minutos, Bob va al insectario para ver como se adaptan los nuevos: el pulmonoscorpius está cómodo, la libélula gigante se adapta muy bien y el artopleura ha entablado amistad con Bob.
Por otra parte, Nigel está preoucupado por el veneno que le implantó el pulmonoscorpius, pero Susane le dice que no es tan grave. Therence está recuperado, pero a Susane le espera una tarea muy dura: ordenar la clínica, pues el terópodo la desordenado enormemente.

### Mandíbulas
A Nigel ya se le ha ocurrido otro animal para añadir al parque y se lo comunica a Bob mientras alimenta a los cocodrilos del Nilo. Se trata del deinosuco, el mayor cocodrilo que ha conocido la tierra. Aunque Bob se muestra reacio, debido a que cree que ya tienen con los cocodrilos del Nilo, Nigel reúne a su equipo y se va a Texas (Estados Unidos) hace 75 millones de años, durante el Cretácico.
Mientras, Susane tiene grandes noticias: los tigres dientes de sable han tenido dos crías. Pero, por algún motivo, la hembra de esmilodonte está seca y Susane tiene que alimentarlas con un biberón.
En el Cretácico, Nigel baja del jeep para otear el horizonte y cuando vuelve se encuentra con que dos parasaurolofos están rebuscando en su jeep. Nigel no los ahuyenta, pero la pareja huye. Nigel se gira y ve una pareja de albertosaurios, por lo que huye con el jeep a toda velocidad. 
Tras huir de los terópodos, Nigel se dispone a buscar a los deinosucos, pero no los ve. Y de pronto se le ocurre una forma: con una bicicleta aérea, se dispone a volar en medio de un grupo de nictosaurios. Uno de ellos desciende para pescar, pero un deinosuco surge del agua y lo atrapa. Al mismo tiempo, Nigel divisa otro espécimen ascendiendo por el río. Pero para atraparla debe abandonar la seguridad del aire e internarse en su terreno. Mientras, Bob está teniendo problemas, esta vez con el forusracos. Resulta que al ave del terror le encanta darse un baño de tierra, pero la mejor está justo al lado de la valla y está abriendo un agujero, por lo que Bob y su equipo lo tapan. Por otra parte, Susane ha dejado jugando a los cachorros de tigre dientes de sable jugando para ir a ver a Martha, la mamut. Resulta que la matriarca de los elefantes ya está cansada de ella y la está dejando aparte. La última vez que Martha estuvo sola, se dejaba morir, por lo que el problema es muy preocupante. En Texas, Nigel está ascendiendo el río, pero está en un río atestado de cocodrilos y lo único que le separa de los deinosucos es una frágil barca hinchable. Un deinosuco se percata de su presencia y le ataca, pero la barca hinchable no sufre gravos daños.
En el parque, Bob está limpiando el recinto del elasmoterio cuando se encuentra con el forusracos. Bob avisa a los guardas y estos se llevan al forusracos a su recinto, mientras Bob se queja de que no hay suficientes guardas.
En la prehistórica Texas, Nigel ha llegado a un lago con una gran colonia de deinosucos y una manada de parasaurolofos. Un joven parasaurolofo se acerca sin cuidado al agua para beber y sus ondas avisan a una deinosuco, que ataca y mata al hadrosaurio. Al verlo, a Nigel se le ocurre un plan, y construye un pasadizo de estacas donde quiere atraer al deinosuco para que se atasque. Pero necesita un trozo de carne y lo ha dejado en el jeep, que está en la playa, por lo que atraviesa el bosque y llega a la playa para ver como un grupo de trodontes está devorando el cebo. Nigel los ahuyenta con una bocina, coge lo que queda de la carne y vuelve al lago.
Pone la carne y se retira a dormir, junto a su equipo. Por la noche, Nigel va a ver si atrae animales y, en efecto, los atrae, pero no a los correctos, sino al grupo de trodontes, que lo entretiene mientras otros roban el cebo, por lo que Nigel tiene que idear otra estrategia. A la mañana siguiente, Nigel es despertado por una pelea: tres albertosaurios están defendiendo el parasaurolofo que han matado de tres deinosucos, pero finalmente los dinosaurios se retiran y los cocodrilos se hacen con el botín. Durante el combate, a Nigel se le ocurre una forma de atrapar un deinosuco: hacer él mismo de cebo. Coge un palo y provoca ondas en el agua que atraen a una deinosuco hembra, pero Nigel se retira demasiado pronto y el cebo no surte efecto. Nigel lo vuelve a intentar y atrae a la misma hembra, pero esta vez la hembra lo persigue hasta que se atasca y se cansa. Nigel ata tres estacas al jeep y al cocodrilo y se prepara para volver junto a su equipo, sin percatarse de que un trodonte les está observando. Nigel y su equipo llegan al presente junto al deinosuco, pero, cuando Nigel lo desata, la hembra se pone a perseguirlo. Por suerte para Nigel, Bob ha hecho el estanque para el deinosuco justo detrás del recinto de seguridad y al llegar se pone muy contenta. Bob se dispone a recoger los restos de la captura cuando, al pasar cerca de los titanosaurios, se da cuenta de que un troodon curioso ha llegado al presente, este olió parte del cebo que uso Nigel y estaba en el jeep, Bob pierde le control del jeep y asusta a los titanosaurios, que se dispersan por el parque y destruyen todos los recintos.
Entre ellos, Nigel tiene un problema: Matilda, la tiranosaurio hembra, está hambrienta y decide ir a por los elefantes. Consigue separar a la cría de la matriarca de su manada e intenta matarla, pero la mamut Martha aparece en ese momento intentando alejar a la tiranosaurio. 
Nigel consigue llamar la atención de Matilda y va a por él. Nigel corre por todo el parque hasta los recintos de seguridad pero Matilda le pisan los talones. Si no la distraen, le comerá antes de llegar a los recintos. Pero, al pasar junto al estanque, el deinosuco surge del agua e intenta atrapar a Matilda.
El cocodrilo falla, pero distrae a la tiranosaurio el tiempo suficiente como para que Nigel gane distancia. Nigel llega al recinto de seguridad antes que Matilda. Desde allí le lanza un dardo tranquilizante, mientras oye a Bob decir que necesitan más personal.
Dos semanas después, todos los problemas están resueltos por los nuevos guardas: todos los animales han vuelto a sus recintos, Martha ha sido aceptada de una vez por todas por la matriarca de los elefantes por salvar al bebe, los pequeños tigres dientes de sable ya prueban la carne, el trodonte ha sido atrapado y llevado a su recinto, se le han calmado los humos a Matilda, los titanosaurios han sido llevados a un recinto inexpugnable, el recinto del phorusrhacos ha sido reforzado y el pequeño troodon fue capturado.
De forma que la paz y la tranquilidad han vuelto al parque prehistórico. De este modo concluye la temporada de la serie.

## Animales
Nota: En negrita están los objetivos principales de las misiones de Nigel.
- Triceratops prorsus: Un macho joven llamado Theo.
- Ornithomimus velox: Toda una manada, una de las hembras estaba embarazada y tuvo ocho crías y una fue llamada Ollie.
- Tyrannosaurus rex: Son dos los Tyranosaurus del parque, Therence y Matilda.
- Mammuthus primigenius: Una hembra llamada Martha.
- Elasmotherium sibiricum: Un macho.
- Microraptor gui: Son cuatro, tres machos y una hembra.
- Titanosaurus indicus: Son una manada de nueve integrantes, seis hembras y tres machos.
- Phorusrhacos longissimus: Un macho.
- Smilodon populator (identificado erróneamente como Machairodus en la versión castellana): Un macho y una hembra llamada Sabrina, después tienen dos cachorros.
- Meganeura monyi: Un macho.
- Pulmonoscorpius kirktonensis: Una hembra.
- Arthropleura armata: Un macho llamado Ben.
- Deinosuchus hatcheri: Una hembra.
- Troodon formosus: Un macho que no estaba planeado, ya que este se cuela en el jeep de Nigel librándose de la extinción, al final es capturado por Bob.

También hay animales no extintos que conviven con algunos animales prehistóricos:
- Elefantes: Están con la Mamut.
- Guepardo: Vive cerca de los Smilodon.
- Cocodrilos: Viven en el río del parque, uno de ellos se llama Henry.

Nigel también tiene varias mascotas en su base, incluido su guacamayo que vuela por el parque, Una serpiente de cascabel que vive dentro del parque, un macho y una hembra de tortuga que también viven dentro del parque y dos camaleones que habitan entre los árboles del parque.
También hay animales que Nigel no trajo del pasado:
- Ursus spelaeus: Un solo macho.
- Crocuta crocuta spelaea: Un solo macho.
- Istiodactylus latidens: Un grupo, pescando sobre un lago.
- Incisivosaurus gauthieri: Un macho, una hembra y una pareja más.
- Mei long: Un grupo que después se muere al inhalar gas de un volcán.
- Toxodon platensis: Una manada completa.
- Crassigyrinus scoticus: Un solo macho, apodado por Nigel como el monstruo del pantano.
- Nyctosaurus gracilis: Una bandada de trece de esta especie.
- Parasaurolophus walkeri: Una manada completa, un ejemplar joven de la misma fue cazado por un Deinosuchus.
- Albertosaurus sarcophagus: Un macho y una hembra.

También hay animales actuales que Nigel encontró en el pasado:
- Lobo gris: Un grupo ataca a Martha, la mamut, mientras está enferma pero Nigel los ahuyenta.
- Armadillo de nueve bandas: Nigel encuentra uno mientras busca tigres dientes de sable.
- Ciervo: La hembra de Smilodon intenta cazar a uno pero éste logra escapar gracias a su velocidad.

## Dispositivos y vehículos utilizados

### Portal del tiempo
El portal de tiempo se genera por dos postes metálicos de aproximadamente 3 pies de altura. La superficie de los polos deben ser para cambiar la puerta. Cuando se activa, una luz azul, cerca de las cimas de los polos parpadea, y la puerta de campo se desarrolla entre ellos.Al volver al parque siempre se entra por el mismo lado. En estrecha-ups, una débil imagen de cualquiera de los parques o el período puede ser visto.
Una lista de los no vehículos visto en la tecnología de la serie:
- Máscara de gas
- Watercannon

Una lista de todos los vehículos observados en la serie:
- Snowmobile (utilizado en la empresa Mamut)
- Cubierta de camiones / Land Rover (utilizado en la Cámara de fallo)
- RIB-A con un marco y un volante (utilizado en la Cámara de fallo)
- Balsa inflable (utilizado en Supercroc)
- Tractores / simulacros de Triceratops (utilizado en el regreso del T-REX)
- Especial de contención de vehículos para el transporte de las criaturas que están instalados en la parte trasera de un jeep.

Estos elementos se han tomado el tiempo a través del portal:
- Aire cilindro portátil alimentado bicicleta cuerno. En el episodio 6, Nigel lo utiliza para asustar a algunos Troodon. (Se utiliza cuando se ve amenazado por Velociraptor en La Garra Gigante.)
- Detector de dióxido de carbono. (Dióxido de carbono es letal en los niveles más altos.)
- linterna atada a la cabeza del casco.
- Microlight
- Netgun
- Pistola tranquilizante
- cámara De vídeo, equipado con detector de movimiento y visión nocturna dispositivo.
- Walkietalkie

## Escenarios prehistóricos
- Episodio 1: Montana, Estados Unidos.: los parques nacionales andinos de Chile, donde hay un montón de árboles de Araucaria y Nothofagus.
- Episodio 2: Siberia: el Yukon en Canadá.
- Episodio 3: China: Rotorua, Nueva Zelanda, en el Redwood, Ohakuri, y Tikitere bosques.
- Episodio 4: América del Sur: cerca de los pastizales secos de Brasilia en Brasil.
- Episodio 5: Carbón forestal en Escocia: los bosques de pantano en el sur de la Florida, pero algunos de la vegetación es CGI.
- Episodio 6: Texas, EE. UU.: los lagos de agua dulce de Fraser Island, Australia.